# Eiga monogatari
Pour les articles homonymes, voir Eiga.

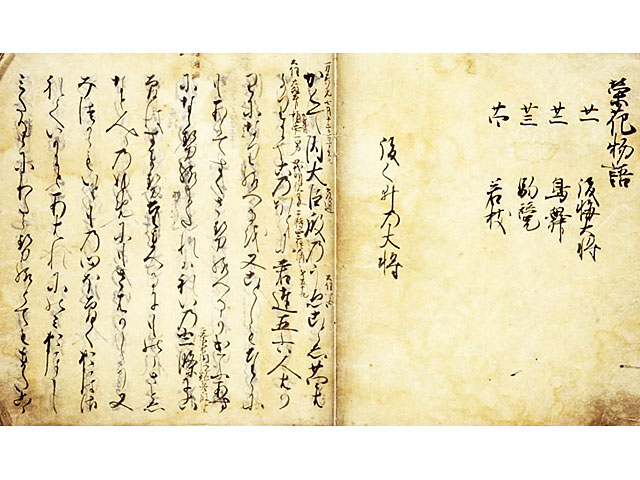
Exemple dEiga monogatari.

L'Eiga monogatari (栄花物語, litt. Conte de splendeur ou Dit de la magnificence) est un manuscrit japonais de 40 rouleaux entièrement rédigés en hiragana par des dames de la cour entre 1028 et 1107. On y trouve notamment des extraits du Journal de Murasaki Shikibu (紫式部日記, Murasaki Shikibu nikki). Ce sont des chroniques historiques narrant la vie de Fujiwara no Michinaga et de sa famille.

## Traduction
- (en) Helen C. McCullough et William H. McCullough, Tale of Flowering Fortunes: Annals of Japanese Aristocratic Life in the Heian Period, Stanford, California, Stanford UP, 1980, 2 vol.  (ISBN 0-8047-1039-2).